# Библиография Пелама Гренвилла Вудхауса
В этой статье представлен список всех романов и сборников рассказов, написанных Пеламом Гренвиллом Вудхаусом.

## Полный список произведений в хронологическом порядке
| Британское название и дата публикации                                 | Британское название и дата публикации | Русское название                                                                                   | Серия                       | Примечание |
| --------------------------------------------------------------------- | ------------------------------------- | -------------------------------------------------------------------------------------------------- | --------------------------- | --- |
| The Pothunters                                                        | 1902                                  | | Школьный/спортивный роман   | |
| A Prefect’s Uncle                                                     | 1903                                  | Префектов дядюшка                                                                                  | Школьный/спортивный роман   | |
| Tales of St. Austin’s                                                 | 1903                                  | |                             | Рассказы |
| The Gold Bat                                                          | 1904                                  | Золотая бита                                                                                       | Школьный/спортивный роман   | |
| William Tell Told Again                                               | 1904                                  | Вильгельм Телль на новый лад                                                                       |                             | |
| The Head of Kay’s                                                     | 1905                                  | | Школьный/спортивный роман   | |
| Love Among the Chickens                                               | 1906                                  | Любовь на фоне кур                                                                                 | Укридж                      | Переписанная версия опубликована в 1921                                                                                                   |
| The White Feather                                                     | 1907                                  | |                             | |
| Not George Washington                                                 | 1907                                  | Не Джордж Вашингтон                                                                                |                             | Автобиографическая новелла, написанная в соавторстве с Джорджем Уэстбруком                                                                |
| The Globe By the Way Book                                             | 1908                                  | |                             | Сборник журналистских заметок |
| The Swoop                                                             | 1909                                  | |                             | |
| Mike                                                                  | 1909                                  | Майк                                                                                               |                             | Вторая часть опубликована как Enter Psmith в 1935; обе части вместе в 1953, первая под названием Mike at Wrykyn, вторая — Mike and Psmith |
| A Gentleman of Leisure (в США — The Intrusion of Jimmy)               | 1910                                  | Любовь со взломом / Джентльмен без определённых занятий                                            |                             | |
| Psmith in the City                                                    | 1910                                  | | Псмит                       | |
| Psmith, Journalist (в США — The Prince and Betty)                     | 1915                                  | Псмит-журналист                                                                                    | Псмит                       | |
| The Prince and Betty                                                  | 1912                                  | |                             | Не публиковалась в США, но название было заимствовано американскими издателями для другой книги                                           |
| The Little Nugget                                                     | 1913                                  | Золотце ты наше                                                                                    |                             | |
| The Man Upstairs                                                      | 1914                                  | Соседи/Сосед сверху                                                                                |                             | Рассказы |
| Something Fresh (в США — Something New)                               | 1915                                  | Что-нибудь эдакое                                                                                  | Замок Блондингс             | |
| Uneasy Money                                                          | 1917                                  | |                             | |
| Piccadilly Jim                                                        | 1918                                  | Джим с Пиккадилли                                                                                  |                             | |
| The Man With Two Left Feet                                            | 1917                                  | |                             | Рассказы |
| My Man Jeeves                                                         | 1919                                  | | Дживс и Вустер              | Сборник рассказов, многие из них переписаны для Carry on, Jeeves                                                                          |
| The Coming of Bill (в США — Their Mutual Child)                       | 1920                                  | |                             | |
| A Damsel in Distress                                                  | 1919                                  | Дева в беде                                                                                        |                             | |
| Jill the Reckless (в США — The Little Warrior)                        | 1921                                  | Неуемная Джилл                                                                                     |                             | |
| Indiscretions of Archie                                               | 1921                                  | Несокрушимый Арчи                                                                                  |                             | |
| The Clicking of Cuthbert (в США — Golf Without Tears)                 | 1922                                  | Бить будет Катберт                                                                                 |                             | Рассказы |
| The Girl on the Boat (в США — Three Men and a Maid)                   | 1922                                  | Девушка с корабля                                                                                  |                             | |
| The Adventures of Sally (в США — Mostly Sally)                        | 1922                                  | Приключения Салли                                                                                  |                             | |
| The Inimitable Jeeves (в США — Jeeves)                                | 1923                                  | Этот неподражаемый Дживс / Дживс / Невероятные приключения Дживса и Вустера / Шалости аристократов | Дживс и Вустер              | |
| Leave it to Psmith                                                    | 1923                                  | Положитесь на Псмита                                                                               | Псмит / Замок Блондингс     | |
| Ukridge (в США — He Rather Enjoyed It)                                | 1924                                  | Укридж                                                                                             |                             | Рассказы |
| Bill the Conqueror                                                    | 1924                                  | Билл Завоеватель                                                                                   |                             | |
| Carry on, Jeeves                                                      | 1925                                  | Вперед, Дживс                                                                                      | Дживс и Вустер              | Рассказы |
| Sam the Sudden (в США — Sam in the Suburbs)                           | 1925                                  | Сэм Стремительный                                                                                  |                             | |
| The Heart of a Goof (в США — Divots)                                  | 1926                                  | Сердце губика                                                                                      |                             | Рассказы |
| The Small Bachelor                                                    | 1927                                  | Роман на крыше/Неприметный холостяк                                                                |                             | |
| Meet Mr Mulliner                                                      | 1927                                  | Знакомьтесь: Мистер Муллинер                                                                       | М-р Муллинер                | Рассказы |
| Money For Nothing                                                     | 1928                                  | Даровые деньги                                                                                     |                             | |
| Mr Mulliner Speaking                                                  | 1929                                  | Мистер Муллинер рассказывает                                                                       | М-р Муллинер                | Рассказы |
| Summer Lightning (в США — Fish Preferred)                             | 1929                                  | Летняя гроза                                                                                       | Замок Блондингс             | |
| Very Good, Jeeves                                                     | 1930                                  | Так держать, Дживс / Посоветуйтесь с Дживсом                                                       | Дживс и Вустер              | Рассказы |
| Big Money                                                             | 1931                                  | Большие деньги                                                                                     |                             | |
| If I Were You                                                         | 1931                                  | На вашем месте                                                                                     |                             | |
| Louder and Funnier                                                    | 1932                                  | Погромче и посмешнее                                                                               |                             | Статьи, написанные для журнала Vanity Fair                                                                                                |
| Doctor Sally                                                          | 1932                                  | |                             | Рассказ, включенный в Crime Wave at Blandings под названием The Medicine Girl                                                             |
| Hot Water                                                             | 1932                                  | Переплет                                                                                           |                             | |
| Mulliner Nights                                                       | 1933                                  | Вечера с мистером Муллинером                                                                       | М-р Муллинер                | Рассказы |
| Heavy Weather                                                         | 1933                                  | Задохнуться можно / Ненастные дни                                                                  | Замок Блондингс             | |
| Thank You, Jeeves                                                     | 1934                                  | Дживс, вы — гений!                                                                                 | Дживс и Вустер              | |
| Right Ho, Jeeves (в США — Brinkley Manor)                             | 1934                                  | Ваша взяла, Дживс / Полный порядок, Дживс                                                          | Дживс и Вустер              | |
| Blandings Castle                                                      | 1935                                  | | Замок Блондингс             | Рассказы |
| The Luck of the Bodkins                                               | 1935                                  | Везет же этим Бодкинам!                                                                            |                             | |
| Young Men in Spats                                                    | 1936                                  | |                             | Рассказы |
| Laughing Gas'                                                         | 1936                                  | Веселящий газ                                                                                      |                             | |
| Lord Emsworth and Others (в США — Crime Wave at Blandings)            | 1937                                  | | Замок Блондингс             | Рассказы |
| Summer Moonshine                                                      | 1938                                  | Летняя блажь                                                                                       |                             | |
| The Code of the Woosters                                              | 1938                                  | Кодекс чести Вустеров / Фамильная честь Вустеров                                                   | Дживс и Вустер              | |
| Uncle Fred in the Springtime                                          | 1939                                  | Дядя Фред в весеннее время / Дядя Фред                                                             | Дядя Фред / Замок Блондингс | |
| Eggs, Beans, and Crumpets                                             | 1940                                  | |                             | Рассказы |
| Quick Service                                                         | 1940                                  | Раз — и готово!                                                                                    |                             | |
| Money in the Bank                                                     | 1946                                  | Деньги в банке                                                                                     |                             | |
| Joy in the Morning                                                    | 1947                                  | Радость поутру                                                                                     | Дживс и Вустер              | |
| Full Moon                                                             | 1947                                  | Полная луна                                                                                        | Замок Блондингс             | |
| Spring Fever                                                          | 1948                                  | Весенняя лихорадка                                                                                 |                             | |
| Uncle Dynamite                                                        | 1948                                  | Дядя Динамит                                                                                       | Дядя Фред                   | |
| The Mating Season                                                     | 1949                                  | Брачный сезон                                                                                      | Дживс и Вустер              | |
| Nothing Serious                                                       | 1950                                  | | Замок Блондингс             | Рассказы |
| The Old Reliable                                                      | 1951                                  | Старая, верная…                                                                                    |                             | |
| Barmy in Wonderland (в США — Angel Cake)                              | 1952                                  | Простак в стране чудес                                                                             |                             | |
| Pigs Have Wings                                                       | 1952                                  | Перелетные свиньи                                                                                  | Замок Блондингс             | |
| Ring for Jeeves (в США — The Return of Jeeves)                        | 1953                                  | Не позвать ли нам Дживса?                                                                          | Дживс и Вустер              | |
| Bring on the Girls                                                    | 1954                                  | Выведите герлз!                                                                                    |                             | Полуавтобиографические рассказы, в соавторстве                                                                                            |
| Performing Flea (в США — Author! Author!)                             | 1953                                  | Автора!                                                                                            |                             | Собрание писем, с примечаниями |
| Jeeves and the Feudal Spirit                                          | 1954                                  | Дживс и феодальная верность                                                                        | Дживс и Вустер              | |
| French Leave                                                          | 1956                                  | Французские каникулы                                                                               |                             | |
| Over Seventy (в США — America, I Like You)                            | 1957                                  | После семидесяти / За семьдесят                                                                    |                             | Воспоминания и журналистские заметки |
| Something Fishy (в США — The Butler Did It)                           | 1957                                  | Что-то не так                                                                                      |                             | |
| Cocktail Time                                                         | 1958                                  | Время пить коктейли                                                                                | Дядя Фред                   | |
| A Few Quick Ones                                                      | 1959                                  | |                             | Рассказы |
| Jeeves in the Offing                                                  | 1960                                  | Дживс в отпуске / На помощь, Дживс                                                                 | Дживс и Вустер              | |
| Ice in the Bedroom                                                    | 1961                                  | В каждой избушке свои погремушки                                                                   |                             | |
| Service With a Smile                                                  | 1961                                  | Рад служить / Услуга с улыбкой                                                                     | Замок Блондинг / Дядя Фред  | |
| Stiff Upper Lip, Jeeves                                               | 1963                                  | Не унывай, Дживс / Держим удар, Дживс                                                              | Дживс и Вустер              | |
| Frozen Assets (в США — Biffen’s Millions)                             | 1964                                  | Замороженные деньги                                                                                |                             | |
| Galahad at Blandings (в США — The Brinkmanship of Galahad Threepwood) | 1965                                  | Галахад в Блондинге                                                                                | Замок Блондинг              | |
| Plum Pie                                                              | 1966                                  | | Замок Блондингс             | Рассказы |
| Company For Henry (в США — The Purloined Paperweight)                 | 1967                                  | Общество для Генри                                                                                 |                             | |
| Do Butlers Burgle Banks?                                              | 1968                                  | Грабят ли дворецкие банки?                                                                         |                             | |
| A Pelican at Blandings (в США — No Nudes Is Good Nudes)               | 1969                                  | Пеликан в Блондинге                                                                                | Замок Блондинг              | |
| The Girl in Blue                                                      | 1970                                  | Девица в голубом                                                                                   |                             | |
| Much Obliged, Jeeves (в США — Jeeves and the Tie That Binds)          | 1971                                  | Тысяча благодарностей, Дживс                                                                       | Дживс и Вустер              | |
| Pearls, Girls and Monty Bodkin (в США — The Plot That Thickened)      | 1972                                  | Женщины, жемчуг и Монти Бодкин                                                                     |                             | |
| Bachelors Anonymous                                                   | 1973                                  | Анонимные холостяки                                                                                |                             | |
| Aunts Aren’t Gentlemen (в США — The Cat-Nappers)                      | 1974                                  | Тетки — не джентльмены                                                                             | Дживс и Вустер              | |
| The Uncollected Wodehouse                                             | 1976                                  | |                             | Рассказы |
| Sunset at Blandings                                                   | 1977                                  | | Замок Блондинг              | Незавершенный |

## Серии
Названия многих рассказов в русских переводах в различных изданиях заметно отличаются.

### Дживс и Вустер
1. Рассказ «На выручку юному Гасси»; первое появление Дживса и Берти
2. Сборник «My Man Jeeves» (1919) из 8 историй, 4 из которых о Дживсе. Позже будут включены в сборник «Вперед, Дживз!».
  1. «Карьера художника Корки»
  2. «Дживс и незваный гость»
  3. «Дживс и „порядочный жила“»
  4. «Лодырь Рокки и его тетушка»
3. «Этот неподражаемый Дживс» (1923). Сборник рассказов:
  1. «Дживс шевелит мозгами»
  2. «Свадебные колокола для Бинго не зазвучат»
  3. «Коварные замыслы тети Агаты»
  4. «Жемчуг к слезам»
  5. «Удар по самолюбию Вустеров»
  6. «Награда герою»
  7. «На сцене появляются Клод и Юстас»
  8. «Сэр Родерик приходит обедать»
  9. «Рекомендательное письмо»
  10. «Нарядный лифтёр»
  11. «Товарищ Бинго»
  12. «Бинго не везет в Гудвуде»
  13. «Большой гандикап проповедников»
  14. «Честная игра»
  15. «Дух метрополии»
  16. «Долгие проводы Клода и Юстаса»
  17. «Бинго и его новая пассия»
  18. «Все хорошо, что хорошо кончается»
4. «Вперед, Дживс!» (1925). Сборник из 10 новелл:
  1. «Дживз берет бразды правления в свои руки» / «Командует парадом Дживс»
  2. «Карьера художника Корки» / «Тернистый путь к славе»
  3. «Дживз и незваный гость»
  4. «Дживз и жмот»
  5. «Лодырь Рокки и его тетушка»
  6. «Забавный случай со стариной Биффи»
  7. «Замена штрафом»
  8. «Спасаем Фредди»
  9. «Горой за Бинго»
  10. «Берти меняет точку зрения»
5. «Так держать, Дживс!» / «Посоветуйтесь с Дживсом» (1930). Сборник из 11 новелл:
  1. «Дживс и грозная поступь рока»
  2. «Старина Сиппи и его комплекс неполноценности»
  3. «Дживс и святочные розыгрыши»
  4. «Дживз и Песня Песней»
  5. «Случай с собакой Макинтошем»
  6. «Произведение искусства»
  7. «Дживс и маленькая Клементина»
  8. «Возвышающая душу любовь»
  9. «Дживс и старая школьная подруга»
  10. «Золотая осень дядюшки Джорджа»
  11. «Мучения Тяпы Глоссопа»
6. «Дживс, вы — гений!» (1934). Первый роман о Дживсе и Вустере.
7. «Полный порядок, Дживз!» / «Ваша взяла, Дживс» (1934)
8. «Фамильная честь Вустеров» (1938)
9. «Радость поутру» (1946)
10. «Брачный сезон» (1949)
11. «Не позвать ли нам Дживса?» (1953) Единственный роман, где Дживс фигурирует без Вустера.
12. «Дживс и феодальная верность» (1954)
13. Новелла «Дживс готовит омлет» в сборнике «A Few Quick Ones» (1959)
14. «Дживс в отпуске» / «На помощь, Дживс!» (1960)
15. «Не унывай, Дживз!» / «Держим удар, Дживс!» (1963)
16. Новелла «Дживс и скользкий тип» из сборника «Plum Pie» (1966)
17. «Тысяча благодарностей, Дживс» (1971)
18. «Тетки — не джентльмены» (1974)

### Замок Бландинг
Цикл состоит из 11 романов и 9 рассказов, приведенных ниже в порядке их публикации
(существует также другая последовательность, исходя из времени происходящих в книгах событий)..
1. «Что-нибудь этакое» (1915)
2. «Положитесь на Псмита» (1923)
3. «Замок Бландинг» (1935) — шесть из двенадцати рассказов, написанных с 1924 по 1931:
  1. «Хранитель тыквы»
  2. «Хлопоты лорда Эмсворта»
  3. «Сви-и-оу-оу-эй!»
  4. «Общество для Гертруды»
  5. «Лорд Эмсворт и его подружка»
  6. «Мастер своего дела»
4. «Летняя гроза» (1929)
5. «Задохнуться можно» (1933)
6. «Лорд Эмсворт и другие» (1937) — один рассказ из девяти:
  1. «Цепь преступлений в Бландингском замке»
7. «Дядя Фред в весеннее время» (1939)
8. «Полная луна» (1947)
9. «Как стать хорошим дельцом» (1950) (из сборника «Nothing Serious»)
10. «Перелетные свиньи» (1952)
11. «Рад служить» (1961)
12. «Галахад в Бландинге» (1965)
13. «Беззаконие в Бландинге» (1966) (из сборника «Plum Pie»)
14. «Пеликан в Бландинге» (1969)
15. «Закат в Бландинге» (1977)

Вудхауз работал над романом «Закат в Бландинге» до самой смерти, но так и не закончил его. Незаконченный роман отредактировали и напечатали, но на русский он так и не был переведен.
Также существует рассказ для суперобложки «Лорд Эмсворт в раю».

### Дядя Фред
1. «Дядя Фред посещает свои угодья» (из сборника Young Men in Spats)
2. «Дядя Фред в весеннее время»
3. «Дядя Динамит»
4. «Время пить коктейли»
5. «Рад служить»

### Рассказы о гольфе
1. «Бить будет Катберт»

### Мистер Муллинер
1. «Знакомьтесь: Мистер Муллинер»
2. «Мистер Муллинер рассказывает»
3. «Вечера с мистером Муллинером»

### Псмит
1. «Майк»
2. «Псмит в Сити»
3. «Псмит-журналист»
4. «Положитесь на Псмита»

### Укридж
1. «Любовь на фоне кур»